# NGC 4641
NGC 4641 é uma galáxia lenticular (S0) localizada na direcção da constelação de Virgo. Possui uma declinação de +12° 03' 05" e uma ascensão recta de 12 horas, 43 minutos e 07,6 segundos.
A galáxia NGC 4641 foi descoberta em 17 de Abril de 1887 por Lewis A. Swift.